# Myrioblephara macariata
Myrioblephara macariata är en fjärilsart som beskrevs av W. Warren 1897. Myrioblephara macariata ingår i släktet Myrioblephara och familjen mätare. Inga underarter finns listade i Catalogue of Life.